# Sargocentron caudimaculatum
Sargocentron caudimaculatum är en fiskart som först beskrevs av Ruppell, 1838.  Sargocentron caudimaculatum ingår i släktet Sargocentron och familjen Holocentridae. Inga underarter finns listade i Catalogue of Life.